# 西海市立大瀬戸中学校
西海市立大瀬戸中学校（さいかいしりつ おおせとちゅうがっこう, Saikai City Oseto Junior High School）は、長崎県西海市大瀬戸町にある公立中学校。略称は「大瀬戸中」（おおせとちゅう）。

## 概要
歴史
1975年（昭和50年）4月に、当時大瀬戸町の以下の中学校4校を統合して開校した。2010年（平成22年）に創立（統合）35周年を迎えた。
- 大瀬戸町立瀬戸中学校（せと）
- 大瀬戸町立多以良中学校（たいら）
- 大瀬戸町立雪浦中学校（ゆきのうら）
- 大瀬戸町立松島中学校（まつしま）

校区
住所表記で西海市の後に大瀬戸町が続く地域。小学校区は西海市立大瀬戸小学校と西海市立雪浦小学校。
校訓
「自主・親和・健康」
校章
光をモチーフにしたもの（四隅は統合前の4校を象徴）を背景にして、中央に「中」の文字を置いている。
校歌
作詞は浜口賢司、作曲は富永博による。歌詞は3番まであり、1番に校名の「大瀬戸」が登場する。

## 沿革
前史（瀬戸中学校）
- 1947年（昭和22年）4月1日 - 学制改革により、瀬戸町国民学校高等科が改組され、「瀬戸町立瀬戸中学校」（新制中学校）が発足。当初瀬戸小学校に併設される。
- 1955年（昭和30年）2月11日 - 大瀬戸町の発足により、「大瀬戸町立瀬戸中学校」と改称。
- 1975年（昭和50年）3月31日 - 統合により閉校。

前史（多以良中学校）
- 1947年（昭和22年）4月1日 - 学制改革により、多以良村国民学校高等科が改組され、「多以良村立多以良中学校」（新制中学校）が発足。当初多以良小学校に併設される。
- 1955年（昭和30年）2月11日 - 大瀬戸町の発足により、「大瀬戸町立多以良中学校」と改称。
- 1975年（昭和50年）3月31日 - 統合により閉校。

前史（雪浦中学校）
- 1947年（昭和22年）4月1日 - 学制改革により、雪浦村国民学校高等科が改組され、「雪浦村立雪浦中学校」（新制中学校）が発足。当初雪浦小学校に併設される。
- 1955年（昭和30年）2月11日 - 大瀬戸町の発足により、「大瀬戸町立雪浦中学校」と改称。
- 1975年（昭和50年）3月31日 - 統合により閉校。

前史（松島中学校）
- 1947年（昭和22年）4月1日 - 学制改革により、松島国民学校高等科が改組され、「松島村立松島中学校」（新制中学校）が発足。当初松島小学校に併設される。
- 1955年（昭和30年）2月11日 - 大瀬戸町の発足により、「大瀬戸町立松島中学校」と改称。
- 1975年（昭和50年）3月31日 - 統合により「大瀬戸町立大瀬戸中学校松島分校」となる。
- 1981年（昭和56年）3月31日 - 統合により閉校。

統合・大瀬戸中学校
- 1975年（昭和50年）4月1日
  - 以上の4校を統合の上、「大瀬戸町立大瀬戸中学校」（現校名）が開校。校舎は旧・瀬戸中学校のものを継承。
  - 松島中学校を松島分校とする。
- 1976年（昭和51年）2月14日 - PTAより校旗が寄贈される。
- 1981年（昭和56年）3月31日 - 松島分校を閉校し、本校に統合。
- 1985年（昭和60年）1月 - 日韓交流教育を実施。
- 1989年（平成元年）3月1日 - 校訓・記念碑を建立。
- 1990年（平成2年）8月 - 中国秦皇島への友好訪問を開始。
- 1993年（平成5年）4月18日 - 完全給食を開始。
- 1995年（平成7年）6月28日 - テニスコートが完成。
- 1996年（平成8年）
  - 1月11日 - クラブハウス（部室）が完成。
  - 6月14日 - 放送設備を新設。
- 1999年（平成9年）8月 - オーストラリアボーエン市への友好訪問を開始。
- 2002年（平成14年）11月 - 長崎県中学校駅伝大会で優勝。翌月九州・全国中学校駅伝大会に出場。
- 2003年（平成15年）9月 - オーストラリア ボーエンハイスクールと姉妹校を締結。
- 2005年（平成17年）
  - 3月7日 - 新図書館「紅陽館」が完成。
  - 4月1日 - 西海市の発足により、「西海市立大瀬戸中学校」（現校名）に改称。
  - 12月 - 九州・全国中学校駅伝大会に出場。
- 2008年（平成20年）12月 - 九州中学校駅伝大会に出場。
- 2025年（令和7年）4月1日 - 長崎県立時和特別支援学校西彼杵分校（小学部・中学部）が併設される[1]。

## 部活動
運動部
- 陸上部
- 野球部
- サッカー部
- 卓球部
- バスケットボール部
- バレーボール部
- ソフトテニス部

文化部
- 文化クラブ

## 交通アクセス
最寄りのバス停
- さいかい交通「大瀬戸中学校前」徒歩すぐ。もしくは「大瀬戸中学校入口」徒歩2、3分。または「白浜」徒歩15分から20分。

道路
- 長崎県道12号大瀬戸西彼線

## 周辺
- 長崎県立西彼杵高等学校
- 佐世保市消防局東消防署 大瀬戸出張所
- 大瀬戸総合運動公園・体育館
- 西海市立大瀬戸小学校
- 西海市役所
- 大瀬戸歴史民俗資料館
- 大瀬戸郵便局